# ووشت
ویوچت (به فرانسوی: Veauchette) یک کامین در فرانسه است که در Canton of Saint-Just-Saint-Rambert واقع شده‌است.

## خصوصیات
ویوچت ۷٫۵۴ کیلومترمربع مساحت و ۸۸۸ نفر جمعیت دارد و ۳۴۷ متر بالاتر از سطح دریا واقع شده‌است.